# مسؤولية محدودة
مسؤولية محدودة في الاقتصاد وفي القانون (بالإنجليزية: Limited liability) معنى المسؤولية المحدودة هو ان تكون المسؤولية القانونية لشخص محدودة بحجم معين من المال عن ديون الشركة . وعلى سبيل المثال : إذا طالب دائنون الشركة قضائيا، فإنهم يقاضون الشركة وليس أصحاب الشركة أو المستثمرين . والشريك المحدود في الشركة الشركة التضامنية المحدودة لا يكون مسؤولا عن ديون الشركة
إلا بقيمة استثماره في الشركة .
وعلى العكس بالنسبة للشركة التضامنية والتي يقوم شريكان أو أكثر بإدارتها، تكون مسؤوليتهم عن ديون الشركة غير محدودة .
إلى شركاتٍ مساهمةٍ عامةٍ وشركات مساهمة خاصة ولا يُسأل الشريك في شركة المساهمة إلا بقدر حصته في رأس المال.
المسئولية المحدودة هي أن تكون مسئولية الشخص المادية محدودة بمبلغ معين، في الأغلب قيمة استثمار الشخص في شركة أو شراكة. إذا تمت مقاضاة شركة ذات مسئولية محدودة، فإن المدعون يقاضون الشركة، وليس الملاك أو المستثمرين.
مالك السهم في شركة ذات مسئولية محدودة ليس مسئولاً بشكل شخصي عن أي من ديون الشركة، غير القدر المستثمر بالفعل في الشركة وعن أي مبالغ غير مدفوعة في أسهم الشركة، إذا كانت. كذلك الشراكة التضامنية المحدودة. على عكس شركاء الشراكة العامة (التضامنية) فهم ملتزمون بجميع ديون الشركة (مسئولية غير محدودة).

## اقرأ أيضا
- شركة
- شركة تابعة
- شركة تضامنية
- شركة تضامنية محدودة
- حق المساهم
- رسم بياني للتنظيم (شركة)
- المسؤولية الصارمة